# Randolph Stow
Julian Randolph Stow (n. 28 noiembrie 1935 — d. 29 mai 2010) a fost un scriitor australian. 

## Opere

### Romane
- A Haunted Land 1956
- The Bystander 1957
- To the Islands 1958
- Tourmaline 1963
- The Merry-Go-Round in the Sea 1965
- Visitants 1979
- The Girl Green as Elderflower 1980
- The Suburbs of Hell 1984

### Poezii
- Act One 1957
- Outrider: Poems 1956-1962 1962
- A Counterfeit Silence: Selected Poems of Randolph Stow 1969

### Pentru copii
- Midnite: The Story of a Wild Colonial Boy 1967
- Midnite: The Play 1978

### Librete
- Eight Songs for a Mad King 1969, libretto
- Miss Donnithorne's Maggot 1974, libretto